# The Late Late Show with Craig Ferguson
The Late Late Show with Craig Ferguson sänds på TV-kanalen CBS direkt efter The Late Show with David Letterman och leds av programledaren, skådespelaren, författaren och ståuppkomikern Craig Ferguson. Ferguson är för den svenska publiken mest känd som Mr Wick, Drew Careys galne engelske chef i komediserien The Drew Carey Show.
Craig Ferguson är född och uppvuxen i Skottland, han har spelat teater i London och haft sitt eget TV-program, The Craig Ferguson Show på BBC i början av 1990-talet. I The Drew Carey Show i USA var tanken att han bara skulle vara med i ett par avsnitt men det slutade med att han blev en av huvudrollsinnehavarna i serien från 1996 till 2003.
2005 fick han jobbet som programledare för talkshowen The Late Late Show efter förre programledaren Craig Kilborn som slutat. Craig Ferguson har successivt gjort showen mer och mer populär och fått högre tittarsiffror med tiden. Hösten 2008 hade The Late Late Show för första gången fler tittarsiffror under en vecka än störste konkurrenten Conan O'Brien i NBC med sin talkshow Late Night. Craig Ferguson har blivit känd för sin spontanitet och sina icke manusbundna monologer i början av showen. Monologer som för övrigt påminner mer om ståuppframträdanden.
Programledarduon Erik och Mackan medverkade i ett avsnitt av The Late Late show år 2011